# 三文役者
『三文役者』（さんもんやくしゃ）は、2000年12月2日に日本で公開された映画。生涯に300本もの作品に出演し、脇役俳優として知られる殿山泰司の生涯を描いた。殿山と長年の交友関係があった新藤兼人が、自身の著した評伝『三文役者の死』を原作として脚本・監督を手がけた。語りは新藤の妻であり、また殿山と多くの作品で共演した乙羽信子。

## スタッフ
- 監督・原作・脚本：新藤兼人
- 製作者・プロデューサー：新藤次郎
- 音楽：林光
  - 演奏：風の街合奏団
- 撮影：三宅義行
- 美術：重田重盛
- 照明：山下博
- 録音：武進
- 編集：渡辺行夫
- 助監督：山本保博、梅原紀且、中島雄一、金丸雄一、新藤風
- 音響効果：佐々木英世
- 河内音頭指導 : 初音家賢次
- 特殊メイク：江川悦子
- スタント：二家本辰巳
- MA：東宝サウンドスタジオ
- 現像：IMAGICA
- スタジオ：松竹大船撮影所
- アソシエイトプロデューサー：平形則安

## キャスト
- タイちゃん：竹中直人
- キミエ：荻野目慶子
- アサ子：吉田日出子
- おカジ：乙羽信子
- 佐藤慶：緋田康人
- 山本圭：三浦景虎
- キミエの父：桂南光
- 美子：広岡由里子（3歳時：入澤佳苗、12歳時：鈴木祐紀）
- 安夫：笠原秀幸（5歳時：篠田拓馬）
- 河原林の酒屋の主婦：波乃久里子
- 酒屋の女子中学生：車田梨絵
- 縄手の旅館のかみさん：二木てるみ
- トシコバーのママさん：倍賞美津子
- ジャズ喫茶の古田：塩野谷正幸
- 夢子バーのママさん：渡辺とく子
- キッスする女：夏目玲
- 白鯨亭のオヤジ：江角英明
- トラックの運ちゃん：田中要次
- カントク：新藤兼人
- 元芸者屋階下のばばあ：藤夏子
- 肉屋のオヤジ：嶋崎伸夫
- 肉屋のカミさん：野呂瀬初美
- 助監督（「人間」～「悪党」）：大森南朋
- 助監督（「落葉樹」）：鈴木卓爾
- 助監督（「花物語」）：芹沢礼参
- 衣裳係（「花物語」）：大原康裕
- カントク：堀川弘通
- カメラマン：渋谷拓生
- カメラ助手（「悪党」）：唐沢龍之介
- 製作部（「悪党」）：石岡潤一
- アパートの近所の人：前沢保美、小池榮、今井和子、津田真澄、谷津勲
- ユカリ：川上麻衣子
- 愛仁病院の院長：原田大二郎
- 近映協の糸氏：千葉茂樹
- 悪党の俳優A・B：Har'G KETTELS（※大杉漣、田口トモロヲのユニット）
- ラーメン屋のばばあ：東郷晴子
- 広島のバーの女：真野きりな
- 廓の女：絵沢萠子
- 中学同級生A君：新田亮
- タクシーの運転手（亀岡）：六平直政
- タクシーの運転手（広島）：上田耕一
- トロフィーを受ける男：木場勝己
- タイちゃんの実母：原ひさ子
- キミエの兄：松重豊
- 鯛次の客：うえだ峻
- フランソアのママ：水野あや
- かいば屋主人：加地健太郎
- かいば屋客：富沢亜古
- 夢子バー麻雀客男：西沢仁
- 夢子バー麻雀客女：梶原阿貴
- 古田細君：伊藤あやみ
- 安夫の花嫁：菊地百合子
- 乙羽信子（「裸の島」）：翠美恵
- 肥だこ担ぎを教える男：堀本量幸
- 中隊長：蓮見隆弘
- ポルノ女優：古谷裕美
- 近代映協の女性：吉利治美、岡林桂子、諸江みなこ
- フランソアの大学教授：下飯坂菊馬
- 中年女優（「花物語」）：霧生多歓子
- 証言者：今村昌平、神山征二郎、堀川弘通